# John Runciman
John Runciman (1744 - 1768 ou 1769) est un peintre écossais connu pour ses scènes bibliques et littéraires. Ses œuvres Flight into Egypt et King Lear in the Storm sont toutes deux exposées à la Galerie nationale d'Écosse.

## Biographie

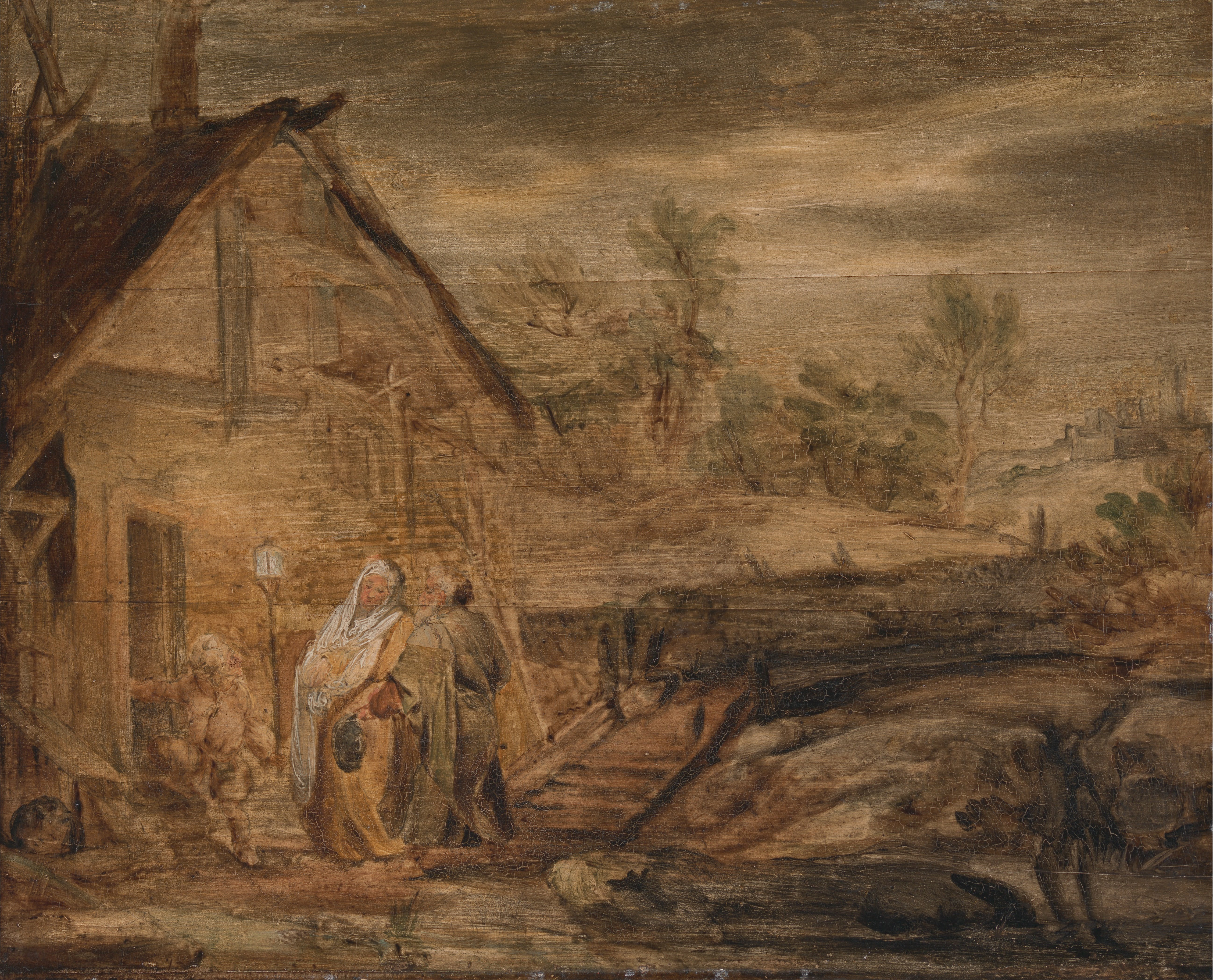
John Runciman, Marie et Joseph à l'extérieur de l'auberge

Né à Édimbourg, Runciman est le frère cadet du peintre plus connu Alexander Runciman. Son œuvre la plus ancienne qui nous soit parvenue est la gravure de 1764, Take-down of the Netherebow Port, Edinburgh, qui représente la démolition de l'une des anciennes portes de la ville d'Édimbourg. À Édimbourg, il réalise un certain nombre de petites peintures à l'huile sur des thèmes religieux, dont la Fuite en Égypte à la Galerie nationale d'Écosse, qui montre l'influence de Rembrandt. En 1767, il réalise l'une de ses plus belles œuvres, Le Roi Lear dans la tempête, inspirée de la pièce de Shakespeare, qui montre un roi tranquille face à une tempête sauvage en mer. Toujours en 1767, il s'installe à Londres et, après quelques mois, à Rome, où il réalise un Autoportrait peint, la gravure Le retour du fils prodigue et quelques dessins.
Runciman tombe malade de la tuberculose en 1768 et détruit nombre de ses œuvres, en partie à cause des commentaires durs de son collègue peintre James Nevay. Il meurt à Naples en 1768 ou 1769.